# Король манежу
«Король манежу» (рос. «Король манежа») — радянський кольоровий дитячий художній фільм 1969 року, знятий режисером Юрієм Чулюкіним на кіностудії «Мосфільм».

## Сюжет
За мотивами оповідання Ю. Казакова «Тедді». У цирк для номера з ведмедями привезли хворе ведмежа. Професійні дресирувальники відразу «забракували» тварину, але саксофоніст Коля, який мріяв зайнятися дресурою, пожалів маленького Гошу і витратив роки, щоб зробити з нього справжню зірку цирку зі світовим ім'ям. Якось під час довгої залізничної подорожі на гастролі ведмідь Гоша випадково опиняється у лісі. Служитель Міхєєв, помітивши пропажу, дає телеграму Колі. Разом з місцевим мисливцем вони вирушають на пошуки свого улюбленця, який завжди так довіряв людям.

## У ролях
- Іван Кудрявцев — Коля, дресирувальник (озвучив Юрій Саранцев)
- Володимир Піцек — служитель Міхєєв, Семенович
- Едуард Аберт — Артур, жонглер
- Олександр Кашперов — Трохимич, старий мисливець (озвучив Іван Рижов)
- Віктор Кулаков — епізод
- Павло Шпрингфельд — черговий станції
- Михайло Суворов — лісоруб
- Геннадій Крашенинников — звіролов
- Віктор Уральський — звіролов
- Володимир Носик — геодезист Анохін
- Белла Манякіна — буфетниця
- Олег Табаков — текст від автора

## Знімальна група
- Режисер — Юрій Чулюкін
- Сценаристи — Юрій Казаков, Юрій Чулюкін, Ігор Гостєв
- Оператори — Михайло Ардаб'євський, Віктор Бєлокопитов, Костянтин Бровін
- Композитор — Анатолій Лєпін
- Художник — Борис Чеботарьов